# سهرو فيروزان
سهرو فيروزان (بالفارسية: سهرو فیروزان) هي قرية تقع في قسم سهروفيروزان الريفي (مقاطعة فلاورجان) في إيران. يقدر عدد سكانها بـ 3,628 نسمة .